# うな子
うな子（うなこ）は、鹿児島県志布志市のうなぎをPRする目的で博報堂が制作した宣伝動画、またはその動画に出演する美少女。演じたのは当時20歳の女優・佐々木萌詠。2016年9月20日、ネット上で公開されるがすぐに削除された。

## あらすじ
プールサイドに現れた黒のワンピース水着に包まれた美少女。語り手（男性。声のみ）に「養って」と頼む。語り手は「彼女に触れる水は天然地下水のみ」「のびのびと過ごせるようにする」「おいしいものを食べさせる」など、出来るだけのことをして彼女を養う。彼女がペットボトルを掴もうとすると粘液で滑ってしまうというフラグも立つ。出会いから1年後の夏、彼女は「さよなら」と残してプールに飛び込むとうなぎの姿に変わる。その後、うなぎのかば焼きの画像が大写しになる。ラストシーンでは一人目の美少女よりも少し若い美少女が「養って」。

## 反応
「誘拐監禁を想起させる」「性差別」など、ネット上の反応は惨憺たるものだった。志布志市長の本田修一は「今回の動画制作の意図につきましては、志布志の天然水でうなぎを大切に育てていること、栄養や休息を十分に与えてストレスのかからない環境で大切に育てていることをお伝えしたかったものです」と弁明したが、結局2016年9月26日、動画は削除されている。志布志市の担当職員は雑誌の取材に対し「ネット上には個人で複数アカウントを取得する等して、意図的にページを炎上させるグループが存在するようです。そうしたグループに炎上させられてしまったのではないかと疑ってしまいます」と答えている。
AFP通信は「日本の自治体が女性を貶めたとみなされる広告を作成し、炎上するのは初めてではない」と紹介。反対署名を受けて撤回された三重県志摩市の萌えキャラ・碧志摩メグを引き合いに出して紹介している。外交専門誌『フォーリン・ポリシー(Foreign Policy)』は、「この日本のうなぎCMは性差別のホラームービーにたとえられる」と題した記事をネット上にリリースした。「性差別的であるばかりか、誘拐と人肉食を思い起こさせる」「変態の妄想」という評価がある、と伝える。